# Pepe Deluxé
Pepe Deluxé est un groupe de musique électronique finlandais formé en 1996 par DJ Slow (Vellu Maurola), JA-Jazz (Tomi Paajanen) et James Spectrum (Jari Salo) à Helsinki, en Finlande.

## Discographie

### Albums
- Super Sound (Catskills Records/Emperor Norton, 1999)
- Beatitude (Catskills Records/Emperor Norton, 2003)
- Spare Time Machine (Catskills Records, 2007)
- Queen of the Wave (Catskills Records/Asthmatic Kitty, 2012)
- Phantom Cabinet Vol.1 (Catskills Records, 2021)
- Comix Sonix (Catskills Records, 2024)

### Remix
- Tom Jones & the Cardigans - "Burning Down the House (Pepe Deluxé Mix)" (1999)
- Jacknife Lee - "Bursting off the Backbeat (Pepe Deluxé Mix)" (1999)
- Bad Meets Evil - "Nuttin' to Do (Pepe Deluxé Dub)" (2001)
- Oiling Boiling - "Cyclops Dance (Pepe Deluxé Remix)" (2001)
- Black Grass - "Going Home (Pepe Deluxé Remix)" (2004)
- Don Johnson Big Band - "Busy Relaxin' (Pepe Deluxé Refix)" (2006)